# Porte-Joie

Porte-Joie este o comună în departamentul Eure, Franța. În 1 ianuarie 2018 avea o populație de 108 de locuitori.

## Toponimie
Numele localității este atestat sub forma lui Portus Gaudii în 1025, ceea ce trebuie să însemne; "Port frumos, unde suntem fericiți să dockăm".
Folosirea cuvântului "ușă" în toponimie este rară și se poate presupune că ea indică o locuință remarcabilă prin importanța intrării ei. Dauzat și Rostaing preferă să apeleze la sensul de trecere.

## Istoric
Un studiu realizat pe biserica Sainte-Cécile conține elementele istorice ale satului primitiv din Beau-Soleil.
La 1 ianuarie 2018, Porte-Joie și Tournedos-sur-Seine fuzionează și dau drumul spre noul oraș Porte-de-Seine.